# Ari Ozawa
Ari Ozawa (小澤亜李 Ozawa Ari?, 10 de agosto de 1992) es una seiyū japonesa afiliada a I'm Enterprise, a la que se unió en abril de 2013. Ozawa decidió convertirse en seiyū después de convertirse en fan de Negima! durante su séptimo grado. Interpretó su primer papel protagónico como Chiyo Sakura en Gekkan Shōjo Nozaki-kun. También es miembro de la banda Pastel＊Palettes, parte de la franquicia multimedia BanG Dream!; ella expresa a Hina Hikawa en la misma franquicia.

## Vida personal
En el 2020, se casó con el músico Hige Driver, con quien trabajó en el anime Gekkan Shōjo Nozaki-kun y Monster Musume. Ozawa proporcionó la actuación de voz para los personajes, mientras que Driver escribió la letra y la música de las canciones principales de las películas.

## Filmografía

### Anime
2013
- Monogatari Series: Second Season, Waitress
- Ro-Kyu-Bu! SS, Wakana Kitano
- Samurai Flamenco, Woman B

2014
- Girl Friend Beta, Rhythmic Gymnastics staff B
- I Can't Understand What My Husband Is Saying, Kaoru's Coworker
- Invaders of the Rokujyōma!?, Female Student
- Gochūmon wa Usagi Desu ka?, Schoolgirl A
- Laughing Under the Clouds, Familiar, Kanbayashi's son, Tenka Kumo (young)
- M3 the dark metal, Girl A
- Gekkan Shōjo Nozaki-kun, Chiyo Sakura[3]
- No-Rin, Anunciandor
- Noragami, Tsuguha
- Shigatsu wa Kimi no Uso, Nashida, Komugi
- Yūki Yūna wa Yūsha de Aru, Classmate

2015
- Aquarion Logos as Karan Uminagi[4]
- Classroom Crisis as Mizuki Sera[5]
- Doraemon as Girl, Woman B
- Etotama as Umatan[6]
- High School DxD BorN as Millicas Gremory
- Jewelpet: Magical Change as Airi Kirara[7]
- Komori-san Can't Decline as Megumi Nishitori[8]
- Lance N' Masques as Makio Kidōin[9]
- Maria the Virgin Witch as Cat, Regulis
- Mikagura School Suite as Otone Fujishiro[10]
- Monster Musume as Papi[11]
- Ore Monogatari!!, Kojima
- Noragami Aragato, Tsuguha[12]
- The Rolling Girls, Nozomi Moritomo[13]
- Wakaba Girl, Wakaba Kohashi[14]
- Wish Upon the Pleiades, Rin, Miri
- World Break: Aria of Curse for a Holy Swordsman as Child
- School-Live!, Kurumi Ebisuzawa[15]
- The Asterisk War, Kirin Todo[16]

2016
- Active Raid, Asami Kazari[17]
- Bubuki Buranki, Kogane Asabuki[18]
- Flying Witch, Aru[19]
- High School Fleet, Runa Suruga
- Magic of Stella, Ayame Seki[20]
- Pandora in the Crimson Shell: Ghost Urn as Maid
- The Asterisk War 2nd Season as Kirin Todo
- This Art Club Has a Problem!, Mizuki Usami[21]
- Undefeated Bahamut Chronicle, Airi Arcadia[22]
- WWW.Working!!, Rui Nagata[23]

2017
- Aikatsu Stars!, Suzu
- Roku de Nashi Majutsu Kōshi to Akashic Records, Re=L Rayford[24]
- ID-0, Fa-Loser[25]
- Houseki no kuni, Benitoite[26]

2018
- BanG Dream! Girls Band Party! Pico, Hina Hikawa[27]
- Caligula, Naruko Morita[28]
- Hinamatsuri, Mao[29]
- Märchen Mädchen, Tatiana Boyarskii[30]
- Mr. Tonegawa: Middle Management Blues, Zawa Voice (004)
- Pastel Life, Hina Hikawa
- Tada Never Falls in Love, Nyanko Big
- Record of Grancrest War, Cammy[31]
- The Seven Heavenly Virtues, Metatron[32]
- Oshiete Mahou no Pendulum ~Rilu Rilu Fairilu~, Spica[33]

2019
- BanG Dream! 2nd Season, Hina Hikawa
- Kimetsu no Yaiba, Nichika Ubuyashiki
- Endro! as Fai Fai[34]
- Kaguya-sama: Love is War, Moeha Fujiwara
- Nobunaga Teacher's Young Bride, Ikoma Kitsuno[35]
- Re:Stage! Dream Days♪', Yukari Itsumura
- Special 7: Special Crime Investigation Unit, Bellemer "Ninja" Cinq[36]
- The Promised Neverland, Conny[37]
- YU-NO: A Girl Who Chants Love at the Bound of this World, Yuno[38]

2020
- BanG Dream! 3rd Season, Hina Hikawa
- BanG Dream! Girls Band Party! Pico: Ohmori, Hina Hikawa[39]
- Kaguya-sama: Love is War 2nd Season, Moeha Fujiwara
- Kakushigoto, Silvia Kobu[40]
- King's Raid: Successors of the Will, Cleo[41]
- Plunderer, Lynn May[42]
- Maōjō de Oyasumi, Sakkyun (Bussy)

2021
- Back Arrow, Elsha Lean[43]
- BanG Dream! Girls Band Party! Pico Fever!, Hina Hikawa[44]
- Slime Taoshite 300-nen, Shiranai Uchi ni Level Max ni Nattemashita, Vania[45]
- Keroro Shima, Keroro
- Let's Make a Mug Too: Second Kiln, Himena Tokikawa[46]

2022
- Chiikawa, Usagi[47]
- Extreme Hearts, Lise Kohinata[48]
- Kenja no Deshi o Nanoru Kenja, Meilin[49]
- Kaguya-sama: Love is War 3rd Season, Moeha Fujiwara

### Películas
2016
- Pop in Q, Asahi Ōmichi[50]

2019
- BanG Dream! Film Live, Hina Hikawa[51]

2020
- Gekijōban Haisukūru Furīto, Runa Suruga

2021
- BanG Dream! Episode of Roselia (Yakusoku y Song I am.), Hina Hikawa[52]
- BanG Dream! Film Live 2nd Stage, Hina Hikawa[53]

### Videojuegos
2020
- Genshin Impact, Mao Xiangling